# Isla Abra
Isla Abra está situada en la región austral de Chile en la costa sur del estrecho de Magallanes en el sector de las islas del noroeste del archipiélago de Tierra del Fuego. 
Administrativamente pertenece a la comuna de Punta Arenas, provincia de Magallanes de la Región de Magallanes y la Antártica Chilena.
Desde hace aproximadamente 6000 años sus costas fueron habitadas por el pueblo kawésqar. A comienzos del siglo XXI este pueblo había sido prácticamente extinguido por la acción del hombre blanco.

## Ubicación
Se encuentran en el sector de las islas del noroeste del archipiélago de Tierra del Fuego sobre la costa sur del estrecho de Magallanes y desde el punto de vista orográfico en el sector de la zona cordillerana o insular. 
Sus coordenadas aproximadas son: L:53°22′ S G:73°4′ O casi a 1 nmi al SE de la punta Aldea, está al centro de la entrada oriental del canal Abra. Se eleva a 90 metros y se halla cubierta de espesa vegetación.

## Historia
Sus costas fueron recorridas por los kawésqar desde hace más de 6000 años hasta mediados del siglo XX. A comienzos del siglo XXI este pueblo había sido prácticamente extinguido por la acción del hombre blanco.
A fines del siglo XVIII, a partir del año 1788, comenzaron a llegar a la zona los balleneros, los loberos y cazadores de focas ingleses y estadounidenses, y finalmente los chilotes.

## Características geográficas
Reina casi permanentemente el mal tiempo, lluvia copiosa, cielo nublado. Clima marítimo con temperatura pareja durante todo el año. El viento predominante es del oeste.
Hay bayas silvestres y un tipo de alga marina. Abundan los gansos y patos silvestres. En su costa se obtienen choros, lapas y erizos. Llegan a la caleta lobos de mar, nutrias, delfines y ballenas.